# Liga de Luta pela Emancipação da Classe Operária

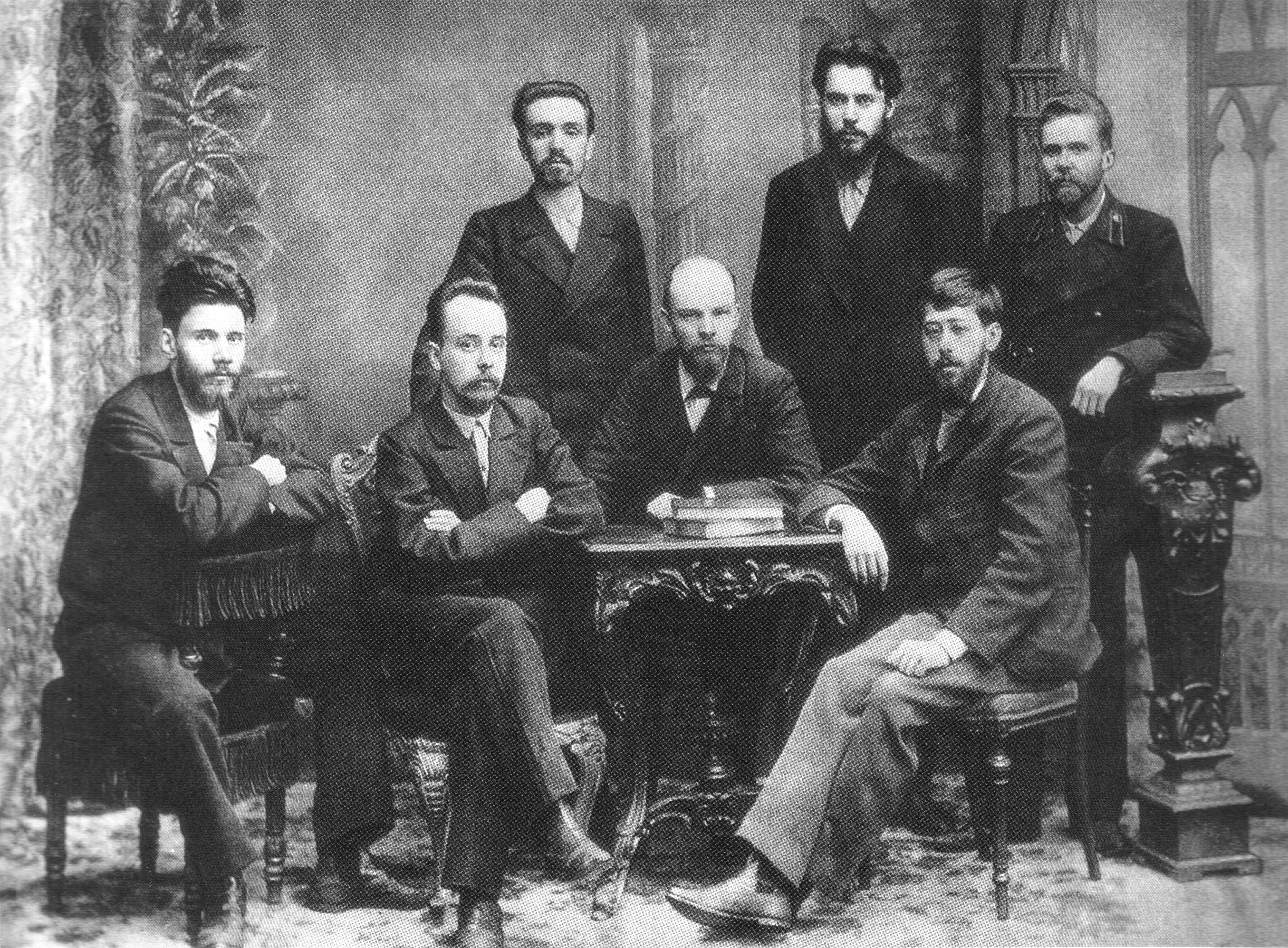
Membros da Liga. Em pé (da esquerda para a direita): Alexander Malchenko, P. Zaporozhets, A. Vaneyev; Sitting (da esquerda para direita): V. Starkov, Gleb Krzhizhanovsky, Vladimir Lenin, Julius Martov; 1897

A Liga de Luta pela Emancipação da Classe Operaria de São Petersburgo foi um grupo marxista durante o Império Russo. Foi fundada em São Petersburgo por Vladimir Lenin, Julius Martov, Gleb Krzhizhanovsky, Alexander Malchenko, P. Zaporozhets, A. Vaneyev, V. Starkov e outros no outono de 1895. Juntou vinte círculos de estudos marxistas diferentes, mas Lenin dominou a organização através do "grupo central". Sua principal atividade foi a agitação entre os trabalhadores de São Petersburgo e a distribuição de folhetos socialistas às fábricas da região.
Em dezembro de 1895, seis membros da Liga foram presos, entre eles Lenin. Enquanto estava na prisão, continuou a orientar o trabalho da Liga. Em 1896, vários outros, incluindo Martov, foram presos. Os membros do grupo ainda a monte, no entanto, organizaram com grande sucesso uma greve dos trabalhadores têxteis em São Petersburgo em maio de 1896. Essa ação industrial durou três semanas e se espalhou para outras vinte fábricas na Rússia, o que se tornou a maior greve da história da Rússia até essa data.
Até o final da década de 1890 a Liga estava transportando sua literatura ilegal através da Finlândia e Estocolmo. O transporte foi organizado por Hjalmar Branting, um social-democrata sueco, Carder, um social-democrata norueguês, e A. Weidel, um trabalhador sueco que se estabeleceu na Finlândia para esse fim. Mas a prisão de Garder em 1900 interrompeu o arranjo e a rota via Finlândia. Uma rota que parte de Estocolmo a Åbo e em toda a fronteira russa foi reiniciado em 1901. A organização do grupo contribuiu para a fundação do Partido Operário Social-Democrata Russo em 1898. Lenin passou a ser o líder da facção bolchevique do partido, enquanto Martov se tornou líder da facção menchevique, após o II Congresso do Partido Operário Social-Democrata Russo em 1903.
Alexander Malchenko abandonou a política revolucionária depois de retornar do exílio em 1900. Mais tarde foi preso em 1929 como contra-revolucionário e assassinado no ano seguinte. Posteriormente, sua imagem foi removida de uma foto de 1897 em que aparece com os sete líderes da Liga até sua reabilitação póstuma em 1958.
Com Lenin aprisionado a organização caiu sob o controle dos Economistas (Marxistas que queriam que os trabalhadores se mantivessem apenas com demandas econômicas, sem exigências políticas) através do seu livro Rabochaya Mysl ("Pensamento dos Trabalhadores"), publicado entre 1897 e 1902. No outono de 1900, a Liga se fundiu com a Organização dos Operários de São Petersburgo.